# El Hatillo (municipalité)
Pour les articles homonymes, voir Hatillo.
El Hatillo est l'une des 21 municipalités de l'État de Miranda au Venezuela et l'une des 5 municipalités formant le District capitale de Caracas avec les municipalités de Baruta, Chacao, Libertador et Sucre. Son chef-lieu est El Hatillo. En 2011, la population s'élève à 58 156 habitants.

## Géographie

### Situation
La municipalité est située au sud-est de l'agglomération de Caracas, la capitale du pays.

### Topographie
La municipalité est bordée au nord par les río Guairita et río Guaire, au sud par le río Jésús et la chaîne de Turgua et à l'ouest par le massif d'El Volcan qui culmine au Picacho de El Volcán à 1 490 mètres d'altitude. Le territoire est traversé d'ouest en ouest par deux cours d'eau, le río Tusmare et le río Prepo, et par la chaîne de Sabaneta.

### Subdivisions
La municipalité est d'une seule paroisse civile, El Hatillo.

## Histoire
Le siège de la municipalité est situé à El Hatillo, une ville fondée en 1784 par Don Baltasar de León. Alors que les origines de la ville remontent à l'ère de la période coloniale espagnole, la municipalité ne fut établie qu'en 1991. En 2000, année de l'adoption d'une nouvelle constitution au Venezuela, certains pouvoirs de la municipalité ont été délégués à une instance municipale supérieure du nom de Alcaldía Mayor, qui possède certains pouvoirs sur les quatre autres municipalités de Caracas.

## Culture
El Hatillo a conservé son héritage architectural colonial, dont notamment une paroisse du XVIIIe siècle et une église orthodoxe roumaine. El Hatillo possède en outre une vie culturelle et artistique importante, avec chaque année deux festivals de musiques et de nombreuses autres fêtes traditionnelles annuelles reflétant l'héritage d'El Hatillo. Sa culture, son climat propice, son paysage rural et sa gastronomie en font un des sites touristiques les plus importants et les plus prisés de la région de Caracas,. Une part importante des revenus que la municipalité perçoit sont générés par les activités liées au tourisme, un tourisme fortement encouragé par le gouvernement.
Même si les zones de commerce se sont rapidement développées, l'agriculture reste un pilier de l'activité économique des zones rurales du sud de El Hatillo. Le secteur tertiaire étant sous-développé dans cette région, le mouvement quotidien de la population travaillant dans ce secteur entraîne de véritables problèmes de congestion dans les transports de Caracas.

## Économie

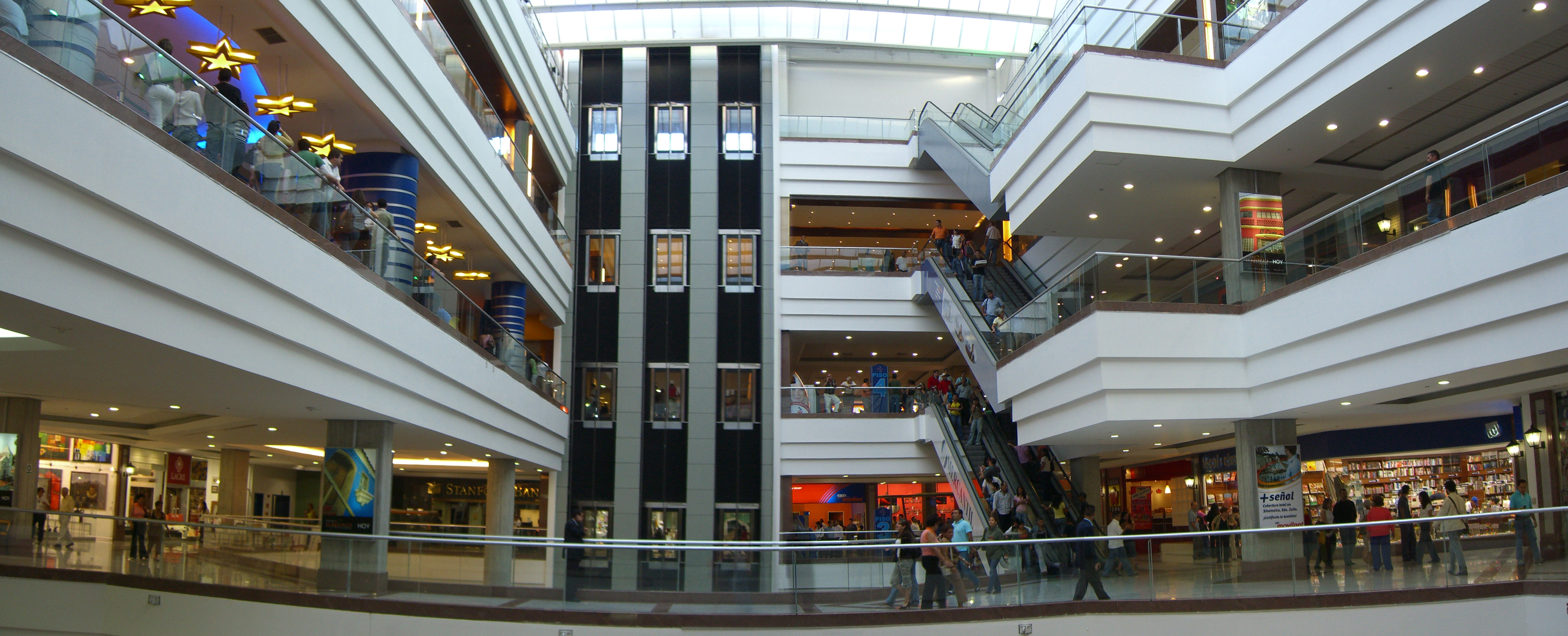
Centre commercial Paseo El Hatillo.

L'activité économique d'El Hatillo se divise en trois secteurs : le commerce, dont l'activité s'est développé proportionnellement à l'augmentation de la population d'El Hatillo, principalement représenté par ses centres commerciaux et ses magasins situés en zone urbaine ; l'agriculture, de la moitié sud de la municipalité, dont l'activité remonte aux origines même de la région ; le tourisme, qui constitue une source financière non négligeable pour la municipalité, et qui est fortement encouragé par celle-ci.